# Klemen Medved
Klemen Medved, slovenski nogometaš, * 10. november 1988.
Medved je nekdanji profesionalni nogometaš, ki je igral na položaju branilca. V svoji karieri je igral za slovenske klube Maribor, Aluminij, Nafto Lendava, Dravo Ptuj, Celje in Krko ter ob koncu za avstrijska Allerheiligen in Grallo. Skupno je v prvi slovenski ligi odigral 143 tekem in dosegel dva gola. Bil je tudi član slovenske reprezentance do 16, 17, 18, 19, 20 in 21 let.